# Provincia de Cantabria de 1778
La provincia de Cantabria de 1778 fue una jurisdicción española creada el 28 de julio de 1778 por consenso de la Junta General de la provincia de los Nueve Valles —reunida en la casa de juntas de Puente San Miguel, localidad entonces llamada Bárcena la Puente— y aprobada por el Consejo de Castilla en real provisión del 22 de noviembre de 1779. Existió hasta 1801, cuando Carlos IV instauró definitivamente en su lugar la provincia marítima de Santander, solicitada en 1799; esta se consolidó por real decreto de 1833, que creó en lugar de la anterior la provincia de Santander, actual comunidad autónoma de Cantabria desde 1982.

## Historia

### Contexto histórico
Las reformas políticas en España de 1766 abrieron la discusión sobre la necesidad nacional de parcelar la península ibérica en divisiones administrativas homogéneas. En esa época comienzan a aparecer propuestas de creación de provincias, aunque ninguna de las primeras se llevó a cabo. En 1789 Floridablanca reflejó en un documento la división de la península y las islas cercanas en 38 entidades provinciales.
En esta época, Cantabria estaba dividida en entidades de diversa índole, destacándose:
- El partido de Laredo, perteneciente a la Intendencia de Burgos.
- La jurisdicción de los Montes del Pas, también parte de la Intendencia de Burgos.
- El partido de Reinosa, parte de la Intendencia de Toro.
- El corregimiento de realengo de las Cuatro Villas.
- El corregimiento de realengo de Campoo.
- El corregimiento de señorío de Soba, Ruesga y Villaverde.
- El corregimiento de señorío de Potes y Provincia de Liébana.
- El corregimiento de señorío del Mayordomado de la Vega y la Honor de Miengo.

Además existían en el territorio una larga serie de juntas elegidas por el pueblo que no tenían representación en la corte. Con estas juntas los hidalgos pretendían defender los intereses locales. En Cantabria, las más importantes fueron las siguientes:
- La junta de las Cuatro Villas de la Costa.
- La junta de la Provincia de Liébana.
- La junta de Trasmiera.
- La junta de Campoo.
- La junta de la Provincia de los Nueve Valles.
- Las juntas generales del Bastón (esporádicas).

### Intentos de unificación
Todos los intentos de unificar los territorios que hoy pertenecen a la comunidad autónoma de Cantabria fracasaron. Incluso la provincia de Cantabria de 1778, ya que dejó fuera el territorio de Campoo. Estos intentos los llevaron a cabo las juntas mencionadas durante el siglo XVIII. Estas juntas trataban de hacer valer los privilegios locales en un momento en que la Casa de Borbón pretendía un Estado más central. Además chocaron varias veces entre ellas en defensa de sus intereses particulares.
En 1727 y 1732 hubo sendos fuertes intentos de unificación por parte de las cuatro villas de la costa, encabezadas por Santander y Laredo; el poder de la villa de Laredo era quizá el más grande del territorio, reconociéndose en la expresión Bastón de Laredo. En 1796 lo intentaron los nueve valles, también sin resultado.

### La provincia de Cantabria
En 1778 se creó la provincia de Cantabria por unión inicial de los Nueve Valles (Alfoz de Lloredo, Cabezón de la Sal, Cabuérniga,  Camargo, Cayón, Reocín, Penagos, Piélagos y  Villaescusa) más Valdáliga y, posteriormente, Anievas, Iguña, Buelna, Cartes, Cieza, Coto de Estrada, Lamasón, Liébana, Los Llares y San Vicente de León, Peñamellera, Peñarrubia, Pie de Concha, Pujayo, Ribadedeva, Rionansa, Santillana, San Vicente de la Barquera, Toranzo y Viérnoles.
Sin embargo, esa unión no representaba la realidad del todo el territorio denominado como La Montaña por los castellanos, ni aun de la jurisdicción de Laredo, dependiente a su vez de Burgos, que era el llamado bastón. Mucha culpa la tuvo Santander, reticente a entrar en la provincia por querer ganar el máximo protagonismo en ella y beneficiario de una serie de medidas reales que hicieron florecer la ciudad. Por otro lado, Castro Urdiales no había sido siquiera invitada a la primera junta en Puente San Miguel (entonces Bárcena la Puente), pues en ese momento sus intereses le llevaban a buscar el apoyo de los vizcaínos. 
La realidad fue que esta provincia, de la cual la Corona no aprobó las ordenanzas, funcionó poco más que de nombre. Un ejemplo es que sus miembros llegaron incluso a negarse asistencia en materia de defensa contra Francia entre 1794 y 1795, muy poco antes de su creación. Las ordenanzas nunca llegaron, por lo que recurrieron a las de la antigua provincia de los Nueve Valles, pero que solo valían para esos valles y no para otros territorios agregados, con lo que se acentuaron las diferencias, por los privilegios de unos y otros territorios. Tampoco existió una diputación permanente.
En 1792 Santander, que aún no se había unido a la provincia, impuso para adherirse, desde la figura de Antonio Cordero, tres condiciones ante la corte:
- Ser su capital.
- Tener un corregidor con honores de audiencia.
- La adherencia a la provincia obligatoria para todas las jurisdicciones que formaban parte del bastón de Laredo.

Recomendó también, aunque no exigió, que la provincia se llamase Santander en lugar de Cantabria. La provincia de Cantabria se completó en 1796 con los territorios más orientales, como la villa de Castro Urdiales, que no habían sido invitados a la primera junta. En 1796 Santander también se unió a la provincia, si bien su permanencia rondó únicamente el año.  Por otra parte, Santander retrasó desde el principio su adhesión, pues quería arrebatarle la capitalidad al pequeño pueblo de Bárcena la Puente. Santander consiguió el 25 de septiembre de 1799 constituirse en provincia propia, aunque esta solo duró hasta 1803, al igual que lo hicieron Cádiz, Málaga, Alicante, Cartagena y Asturias por las mismas fechas. Ganó atribuciones a la Intendencia de Burgos, que fueron ampliadas en 1801 al territorio circundante, poniendo fin a la provincia de Cantabria.